# Contarinia carolinae
Contarinia carolinae är en tvåvingeart som beskrevs av Gagne 1993. Contarinia carolinae ingår i släktet Contarinia och familjen gallmyggor.
Artens utbredningsområde är Kenya. Inga underarter finns listade i Catalogue of Life.